# Manjimup
Manjimup – miasto w Australii, w stanie Australia Zachodnia, w regionie South West, siedziba administracyjna hrabstwa Manjimup. Według Australijskiego Biura Statystycznego w 2016 roku miejscowość liczyła 4349 mieszkańców.

## Demografia
Populację Manjimup stanowi 32% Anglików, 30,3% Australijczyków, 7,9% Szkotów, 5,6% Irlandczyków i 4,9% Włochów.